# Schumpeter-Preis
Der Schumpeter-Preis ist eine österreichische Auszeichnung, die für „innovative Leistungen auf dem Gebiet der Wirtschaft, der Politik und der Wirtschaftswissenschaften“ verliehen wird.
Mit dem Schumpeter-Preis wird an den österreichisch-deutsch-amerikanischen Ökonomen Joseph Schumpeter erinnert. Der Preis wird seit 1991 von der Schumpeter-Gesellschaft mit Sitz an der Wirtschaftsuniversität Wien vergeben und aus Mitteln des „Helmut-Zilk-Fonds für Internationale Beziehungen Wiens“ der Bank Austria finanziert. 2001 betrug das Preisgeld 200.000,- Schilling.

## Preisträger
- 1991: Václav Klaus, tschechischer Wirtschaftswissenschaftler und Staatspräsident
- 1993: Helmut Kohl, deutscher Politiker
- 1994: Ted Turner, US-amerikanischer Medienunternehmer
- 1995: Josei Itō, japanischer Manager
- 1997: Reinhard Mohn, deutscher Unternehmer[4]
- 1998: Helmut Sohmen, österreichischer Unternehmer
- 1999: Romano Prodi, italienischer Wirtschaftswissenschaftler und Politiker
- 2000: Ferdinand Piëch, österreichischer Manager und Unternehmer
- 2001: Peter Brabeck-Letmathe, österreichischer Manager
- 2002: James D. Wolfensohn, Weltbankpräsident[5]
- 2003: Jorma Ollila, finnischer Manager und Nokia-Konzernchef[6]
- 2004: Günter Verheugen, deutscher Politiker[7]
- 2005: Nandan Nilekani, indischer IT-Unternehmer und Gründer von Infosys Technologies Ltd.
- 2006/2007: Tatsurō Matsumae, japanischer Wirtschaftsprofessor
- 2007: Hans Adam II. von und zu Liechtenstein, regierender Fürst und Staatsoberhaupt Liechtensteins
- 2008: Joachim Hunold, Air-Berlin-Chef[8]
- 2009: Barry Eichengreen, US-amerikanischer Ökonom
- 2010: Frank Stronach, Gründer von Magna International
- 2011: Güler Sabancı, türkische Unternehmerin
- 2014: Mario Draghi, Präsident der Europäischen Zentralbank
- 2015: Nicholas Stern, britischer Ökonom
- 2016: Chen Hailun und Jin Haifen, chinesisches Unternehmerehepaar, Gründer des Klavierherstellers Hailun Piano
- 2019: George Soros, US-Investor und liberaler Financier[9]